# Adare

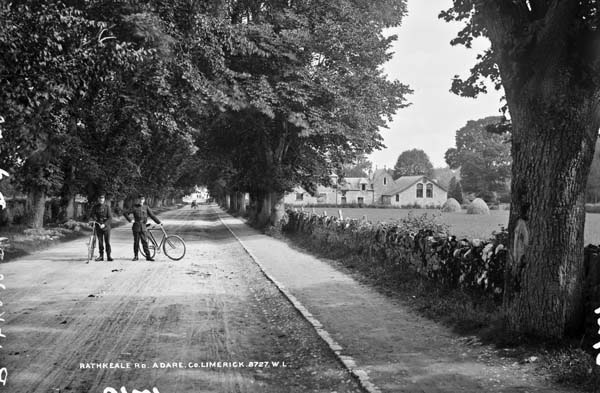
Straßenansicht

Adare (irisch Áth Dara – Eichenfurt) ist ein Ort im irischen County Limerick etwa 12 km südwestlich von Limerick City auf der Nationalstraße N21. Die Einwohnerzahl von Adare wurde bei der Volkszählung 2022 mit 1224 Personen ermittelt.

## Lage
Die Ansiedlung nahe dem Maigue River mit reetgedeckten Häusern an der Mainstreet liegt um die Burg und das Anwesen Adare Manor (heute ein Hotel) des Earl of Dunraven. Im Garten der Anlage befinden sich fünf Oghamsteine.
Das 1832 erbaute Adare Manor ist ein im neogotischen Stil errichtetes Herrenhaus, in dem Gemälde von Canaletto, Ruysdael und Reynolds zu sehen sind. Auf dem Grundstück stehen auch einige Ogham-Steine. In vornormannischer Zeit hatte der
Ort keine Bedeutung, die überliefert wurde.

## Verkehr
Zur Behebung der vom Durchgangsverkehr verursachten täglichen massiven Staus im Ort wird bis Mitte 2027 eine auf 150 Millionen Euro (Stand Juni 2024) veranschlagte 7 km lange Ortsumfahrung gebaut.

## Die Ruinen des Desmond Castle
Geoffrey de Marisco, der Sohn von Hervé Lord von Thorney und Huntspill, wird als der Gründer der ursprünglichen Burg verzeichnet, die um 1200 n. Chr. entstand. Zunächst im Besitz der Grafen von Kildare befindlich, verfiel sie und ging im Anschluss an den Aufstand von 1536 an die Desmonds über, die sie wieder herstellten. 1578 eroberten die Engländer die Burg. Oliver Cromwell ließ sie schließlich nach weiteren Eroberungen im Jahre 1657 schleifen.
Ihr großer quadratischer, vermutlich einst 3-stöckiger Turm, der im 15. Jahrhundert umgestaltet wurde, steht separat in einem alten Ringfort. Das Areal dieser Hauptburg, ursprünglich nur durch eine Palisade geschützt, wurde von einer starken Mauer und einem D-förmigen Graben umgeben und hat ein Tor mit einer Zugbrücke. Die Vorburg, deren Gebäude am Fluss liegen, wird an den übrigen Seiten ebenfalls von einer Mauer geschützt. Die Gebäude bestehen aus den Relikten der großen Halle, der Küche und der Bäckerei. Das Fenster der Halle stammt aus dem frühen 13. Jahrhundert, während die übrigen Bauten im 15. Jahrhundert entstanden.

## Die Klöster und Kirchen
Die Earls von Kildare gründeten bzw. gestalteten drei Klöster in Adare. Bereits 1230 wurde das einzige Kloster der Trinitarier (White Monastery) in Irland gegründet, dem die Klöster der Augustiner (1315) und Franziskaner (1464) folgten. In der frühen Kildare-Zeit
entstand auch die dem St. Nikolaus von Myra geweihte Kirche.

### Das weiße oder Trinitarianerkloster

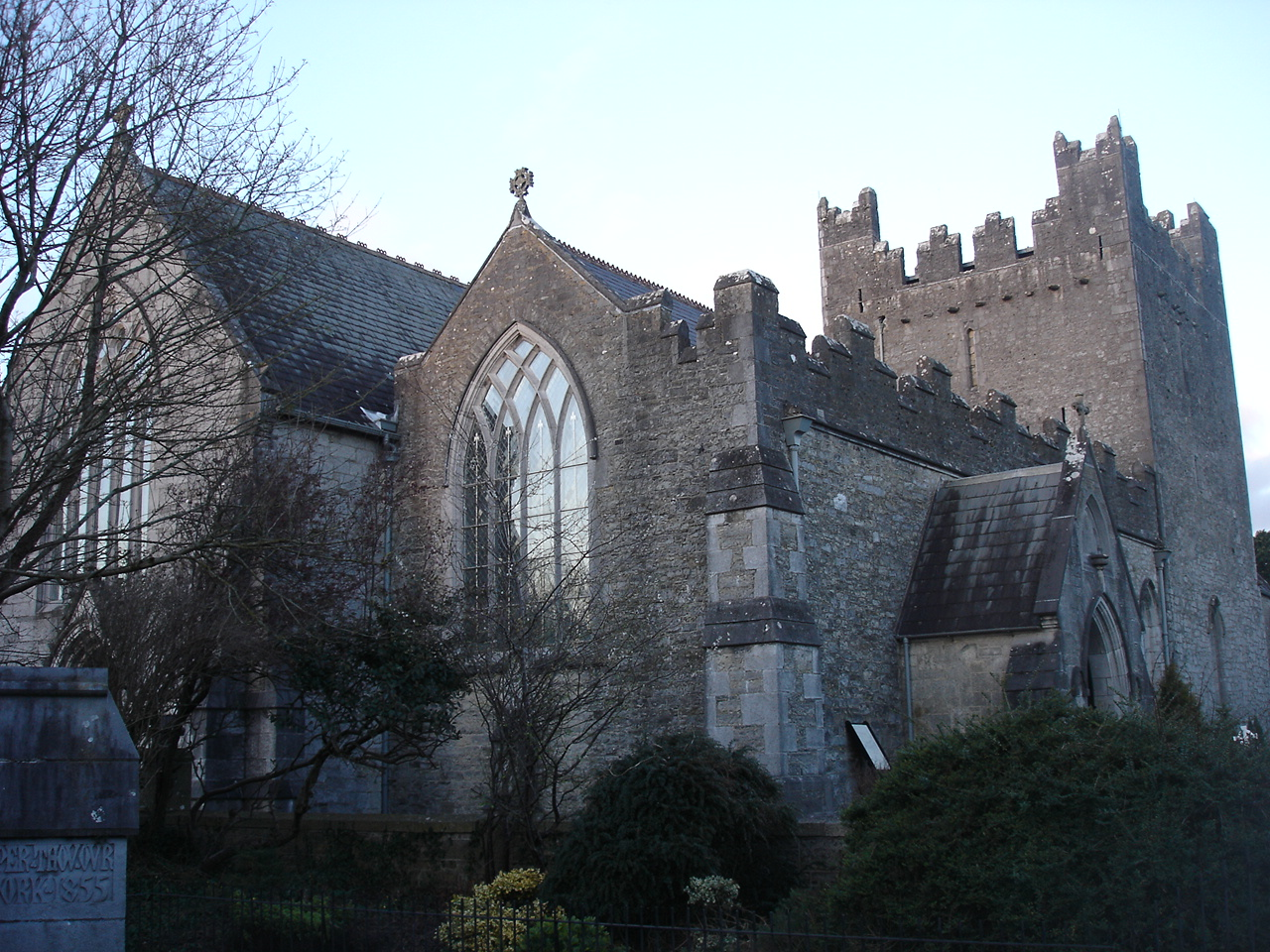
Adare: das Trinitarianer-Kloster

Über das St. Jakob gewidmete Mönchskloster ist nur wenig bekannt. Als Gründer kämen zeitlich weder Lord Ossory noch der öfter genannte John FitzThomas FitzGerald der 1. Earl of Kildare (1250–1316) infrage, allerdings könnte dieser das kurz zuvor gegründete Kloster wesentlich erweitert haben. Von der im Dorf gelegenen Klosterkirche zur Heiligsten Dreifaltigkeit überdauerten nur der Turm und die Südmauer. Der heutige Bau wurde Mitte des 18. Jahrhunderts gestaltet.

### Die Augustiner-Kloster (bzw.Black Abbey/Schwarze Abtei)

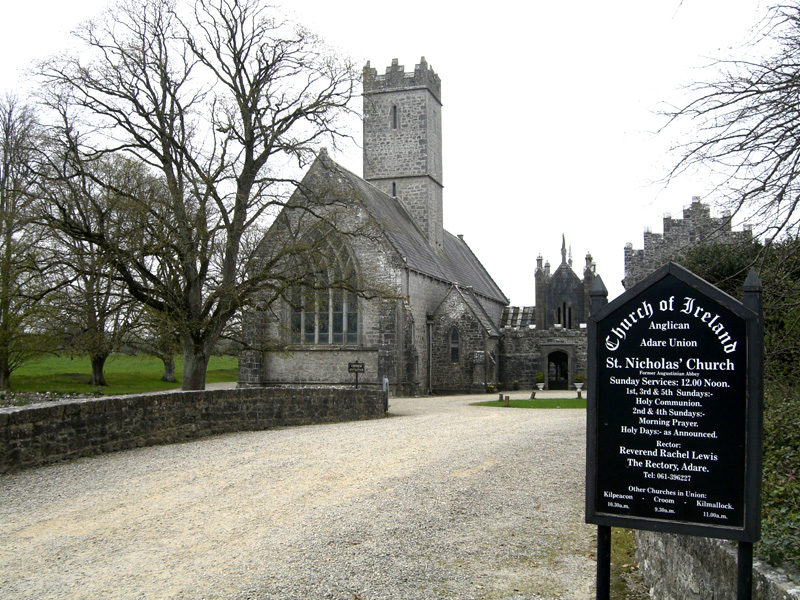
Adare: ehemaliges Priorat der Augustiner, jetzt Pfarrkirche der Church of Ireland.

Das östlich des Dorfes, in der Nähe der Straße nach Limerick, gelegene Kloster brannte 1647 nieder, ist heute jedoch die am besten restaurierte Abtei und die Pfarrkirche des Bezirks. Die Kirche hat ein Mittelschiff, einen Chorraum und einen Südtrakt sowie gut erhaltene Fenster und eine dreigliedrige Sedilia. Da es (z. B. in Corcomroe Abbey) auch zweigliedrige gibt, wird auch der Begriff „triple sedilia“ verwandt. Der Turm und einige der Wirtschaftsgebäude wurden im 15. Jahrhundert angefügt. Die Steinarbeiten der Kirche sind von hoher Qualität und eines von wenigen erhaltenen Beispielen für mittelalterliche irische Kirchen.

### Franziskaner-Kloster
Die Ruinen des von Thomas FitzGerald, dem 7. Earl von Kildare, gegründeten Klosters liegen heute auf einem Golfplatz. Seine Kirche bestand aus einem Mittelschiff und einem Chor. Die Seitenkapellen und der Turm wurden noch im selben Jahrhundert angefügt. Die Kirche hat eine feine Sedilia und gut erhaltene Fenster. Nördlich der Kirche liegt der Kreuzgang. Die umliegenden Gebäude wurden noch vor 1502 hinzugefügt.
Die St.-Nikolaus-von-Myra-Kirche liegt auf dem Clonshire-Friedhof neben dem Golfplatz. Sie wurde im 13. Jahrhundert erbaut und bis zum 16. Jahrhundert mehrfach umgestaltet. In der Nähe liegen die gut erhaltenen Ruinen der kleinen, im 15. Jahrhundert errichteten, Grabkapelle der Dunraven Earls (bzw. bürgerlich der Quin Familie).
In der Nähe von Adare liegt Fanningstown Castle, ein heute ebenfalls als Hotel genutztes altes Schloss. Am Adare Manor Hotel stehen fünf Oghamsteine, die zum Teil vom Souterrain von Rockfield stammen. Nordwestlich von Adare steht das Wedge Tomb von Clorhane.

## Städtepartnerschaft
Mit der deutschen Stadt Buckow in Brandenburg besteht eine Partnerschaft. 